# Ceràmica prehistòrica

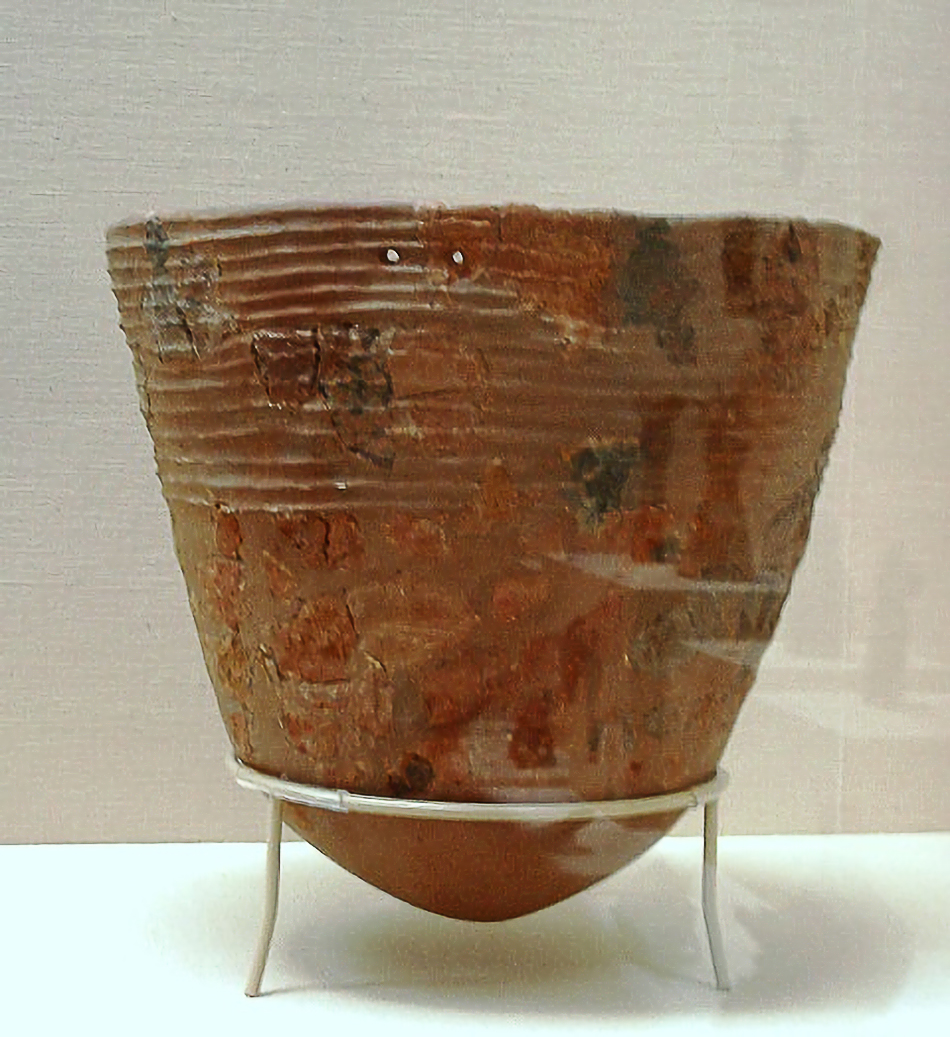
Atuell del període Jōmon (Japó) considerat dels més antics del món

El quadre general d'estudi descriptiu de la ceràmica prehistòrica d'aquest article abasta l'obra en fang amb esperit utilitari i creatiu realitzada al nostre planeta entre 10000 ae i 3300 ae. Així mateix, s'ha escollit un plantejament expositiu per continents en funció dels jaciments arqueològics estudiats fins a l'inici del segle xxi.
Científicament, la terrissa ha servit a l'arqueologia per a datar els jaciments i donar nom a moltes cultures prehistòriques.
| Prehistòria         |                     |                  |                  |                     |                     |                         |                         |                         |                         |               |               |               |                   |                   |                   |                   |                   |                   |
| Edat de pedra       | Edat de pedra       | Edat de pedra    | Edat de pedra    | Edat de pedra       | Edat de pedra       | Edat de pedra           | Edat de pedra           | Edat de pedra           | Edat de pedra           | Edat de pedra | Edat de pedra | Edat de pedra | Edat dels metalls | Edat dels metalls | Edat dels metalls | Edat dels metalls | Edat dels metalls | Edat dels metalls |
| Paleolític          | Paleolític          | Paleolític       | Paleolític       | Paleolític          | Paleolític          | Mesolític epipaleolític | Mesolític epipaleolític | Mesolític epipaleolític | Mesolític epipaleolític | Neolític      | Neolític      | Neolític      | Edat del coure    | Edat del coure    | Edat del bronze   | Edat del bronze   | Edat del ferro    | Edat del ferro    |
| Paleolític inferior | Paleolític inferior | Paleolític mitjà | Paleolític mitjà | Paleolític superior | Paleolític superior | Mesolític epipaleolític | Mesolític epipaleolític | Mesolític epipaleolític | Mesolític epipaleolític | Neolític      | Neolític      | Neolític      | Edat del coure    | Edat del coure    | Edat del bronze   | Edat del bronze   | Edat del ferro    | Edat del ferro    |

Els primers objectes de fang modelat es remunten al període gravetià (paleolític superior) i són petites representacions de divinitats maternals i de culte a la fertilitat com l'anomenada Venus de Dolní Věstonice, datada entre 29000-25000 ae.
En la conca del riu Amur, a la frontera russoxinesa, s'han trobat rastres de ceràmica que daten del 14000-13000 ae.
Aquestes i altres premisses permeten concloure que l'"argila modelada" és una de les tècniques que caracteritzen les cultures neolítiques, i també es consideren una dada per a l'ordenació cronològica. Les petites figures d'argila cuita ja es trobaven en el Paleolític superior, però és en el neolític quan apareix l'espai interior o buit que donà origen als primers atuells, usats per a cuinar sobre foc i per a guardar aliments.
Convé donar la dada que, en el Pròxim Orient, s'ha trobat ceràmica dos mil anys anterior a l'aparició del cultiu dels cereals, per la qual cosa aquesta associació del naixement de la terrisseria amb la pràctica agrícola i culinària es troba encara en dubte.

## Àfrica
Al continent africà hi ha evidències d'obra en fang amb una antiguitat de més de 8000 anys ae. Així, per exemple, al jaciment d'Hasi Uenzga, al Rif oriental (el Marroc), s'han trobat materials datats del s. IX ae, o els trobats en les excavacions d'Iwo Eleru, en l'estat d'Ondo (Nigèria), de semblant antiguitat.
Descobriments arqueològics en l'Alt Egipte, de la fase Naqada I, fan suposar que des del 4500 al 3500 ae s'hi practicava l'agricultura. També s'enterraven els morts en tombes, on era freqüent l'ús d'aixovars funeraris, entre els quals era normal trobar atuells de terracota vermella amb motius pintats en blanc; les decoracions que hi predominaven eren les geomètriques: triangles, semicercles i espigues.

### Cultures i focus africans
- Cultura capsiana (10000-6000 ae)
- Ceràmica subsahariana (8000 ae)

#### Galeria de ceràmica prehistòrica africana

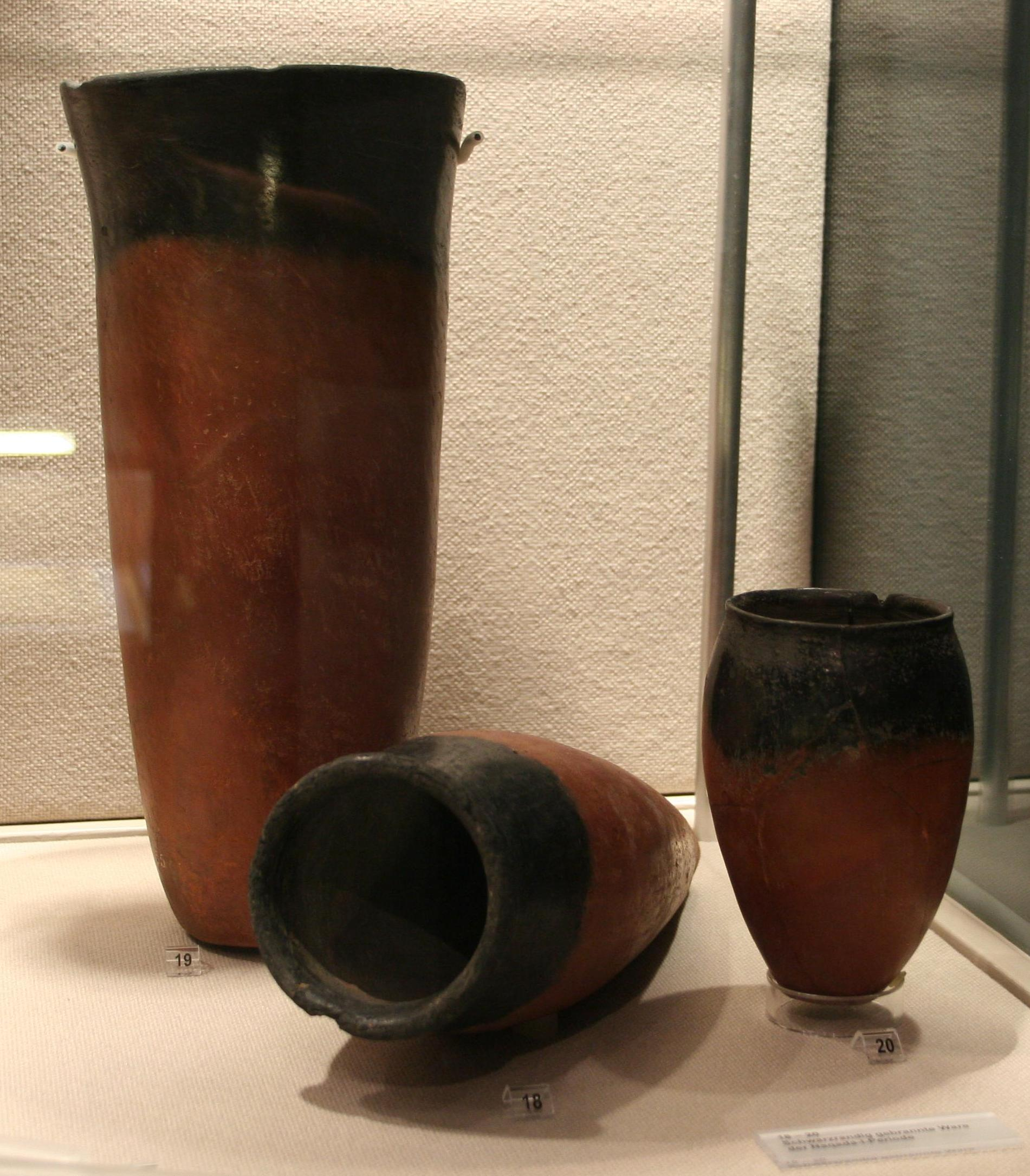
Atuells egipcis del període Naqada-I (Plantilla:Esd C.), Museu de Leipzig
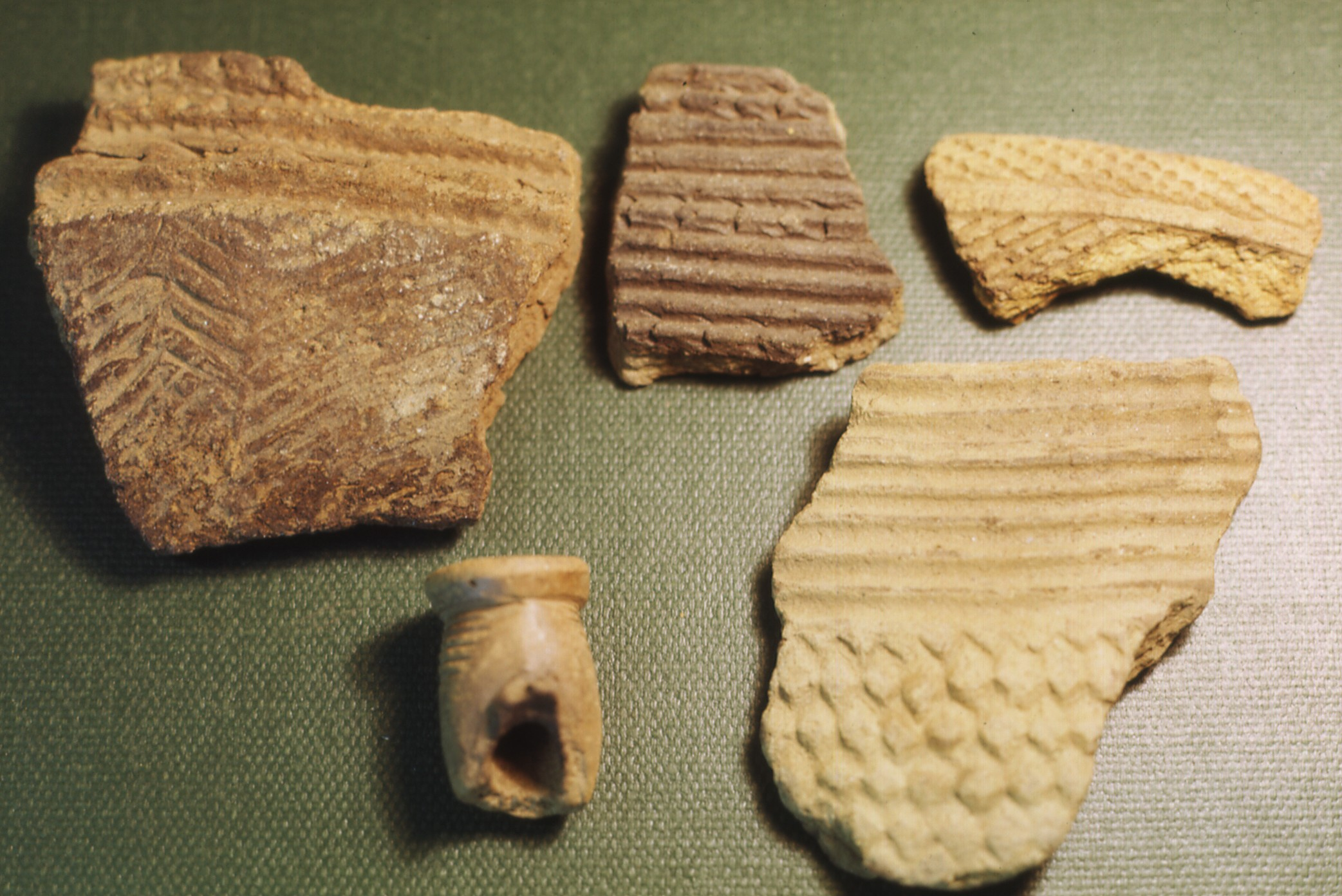
Restes de ceràmica prehistòrica de Sierra Leone. La peça a la part inferior esquerra és un fragment d'una canonada de ceràmica
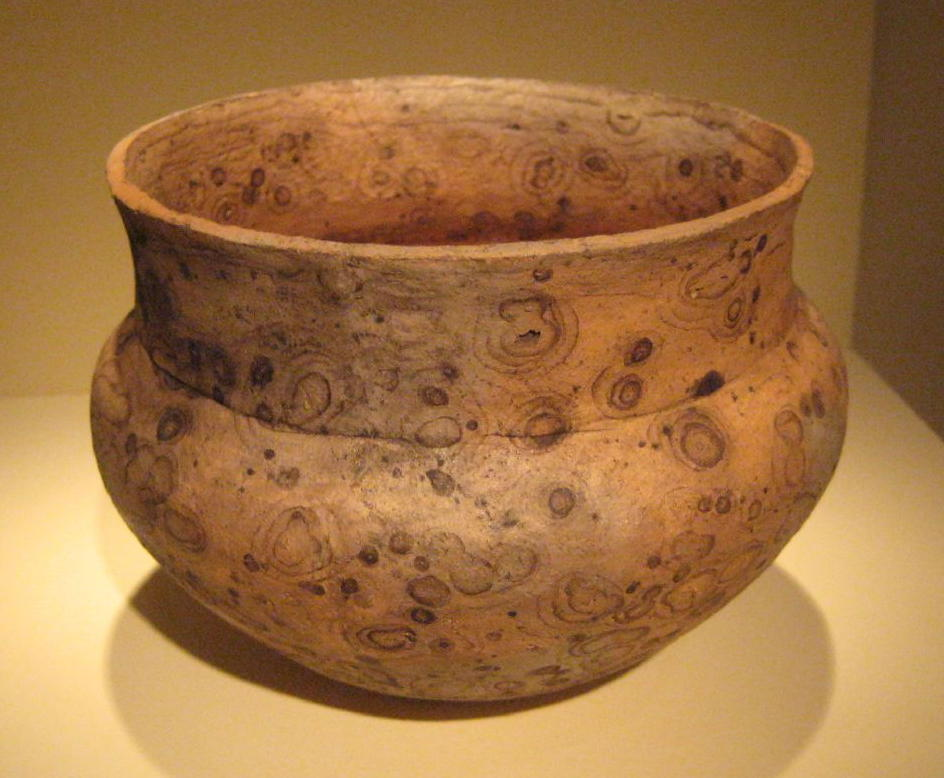
Atuell del tipus campaniforme fet al Congo i exposat al Museu Nacional d'Art Africà de Washington D. C

## Àsia
Hi ha restes de terrisseria trobades al sud de la Xina, datades per carboni-14 entre el 9000 i el 14000 ae. En noves excavacions realitzades a la província de Jiangxi, les troballes es remunten fins al 20000 ae.
Un atuell del període Jōmon —prehistòria del Japó (10000 ae-8000 ae—, exposada al Museu Nacional de Tòquio, se'n considera un dels més antics.

### Cultures i focus asiàtics
- Període Jōmon (14500-300 ae)
- Cultura de la ceràmica negra polida del nord (800-200 ae)
- Cultura de la ceràmica negra i vermella (1200-900 ae)

#### Galeria de ceràmica prehistòrica asiàtica

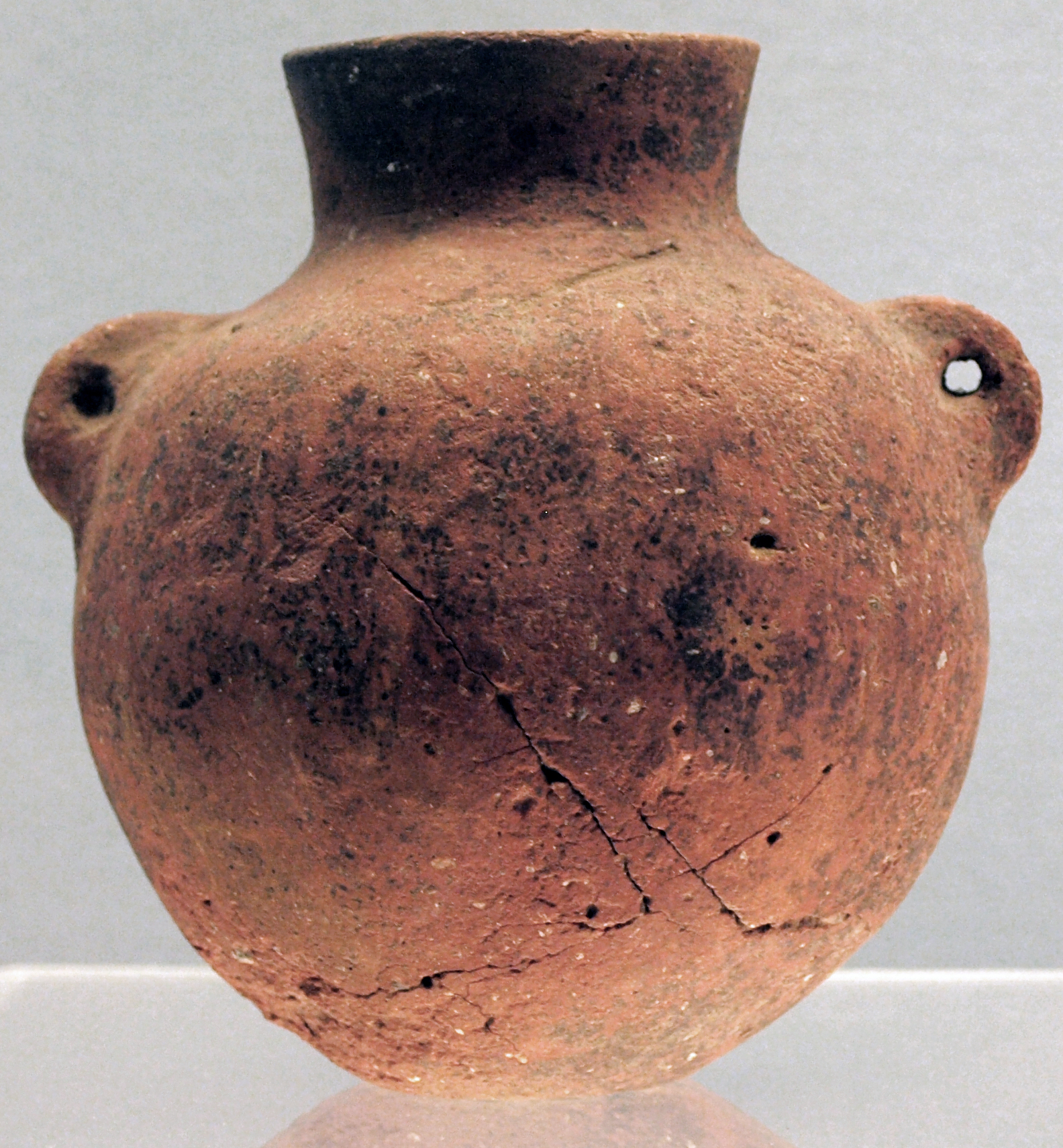
Cultura de Peiligang (6000-5200 ae), Museu de Xangai
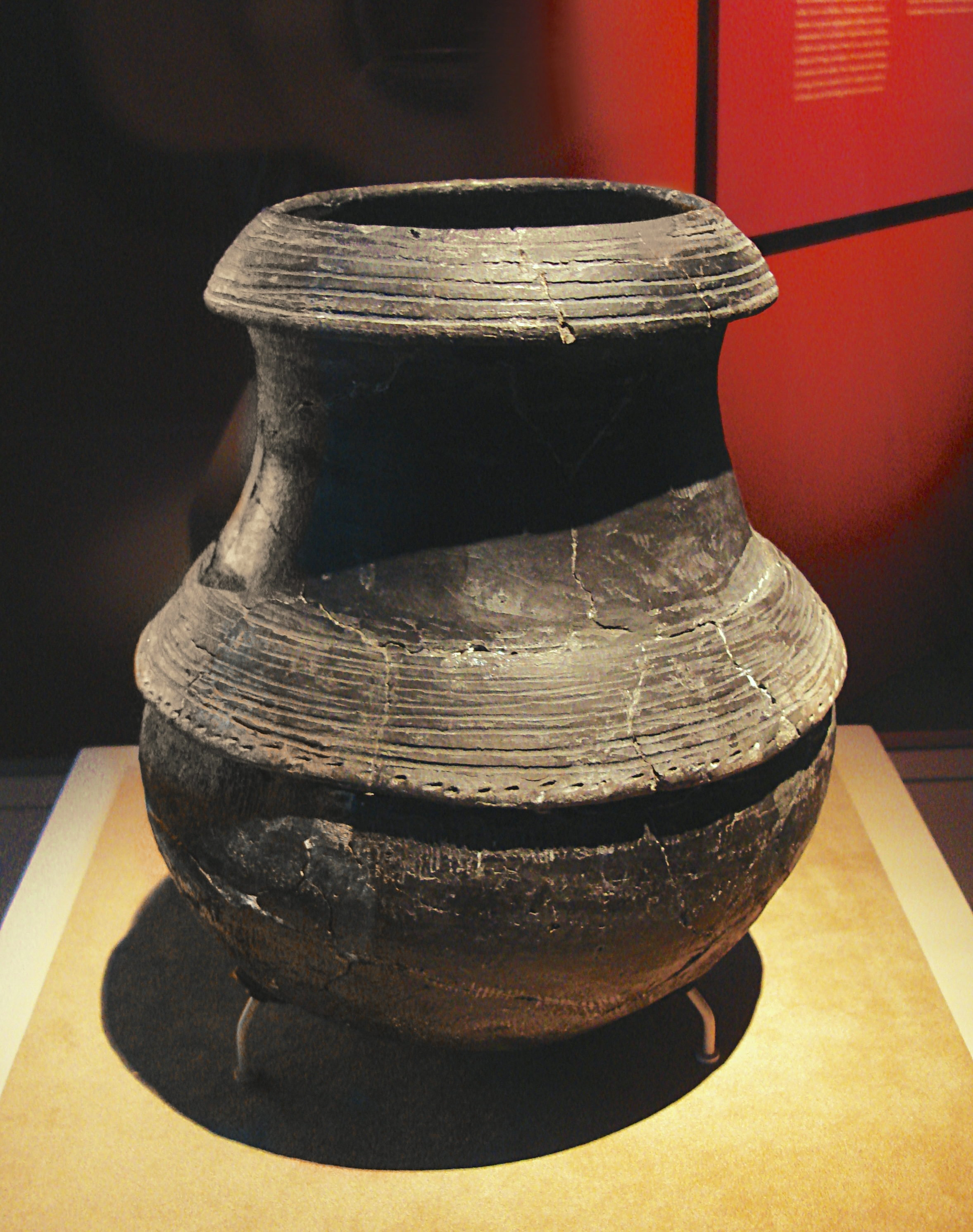
Terrissa negra de la cultura Hemudu (5000-3000 ae), procedent de Yuyao, província de Zhejiang (Xina)
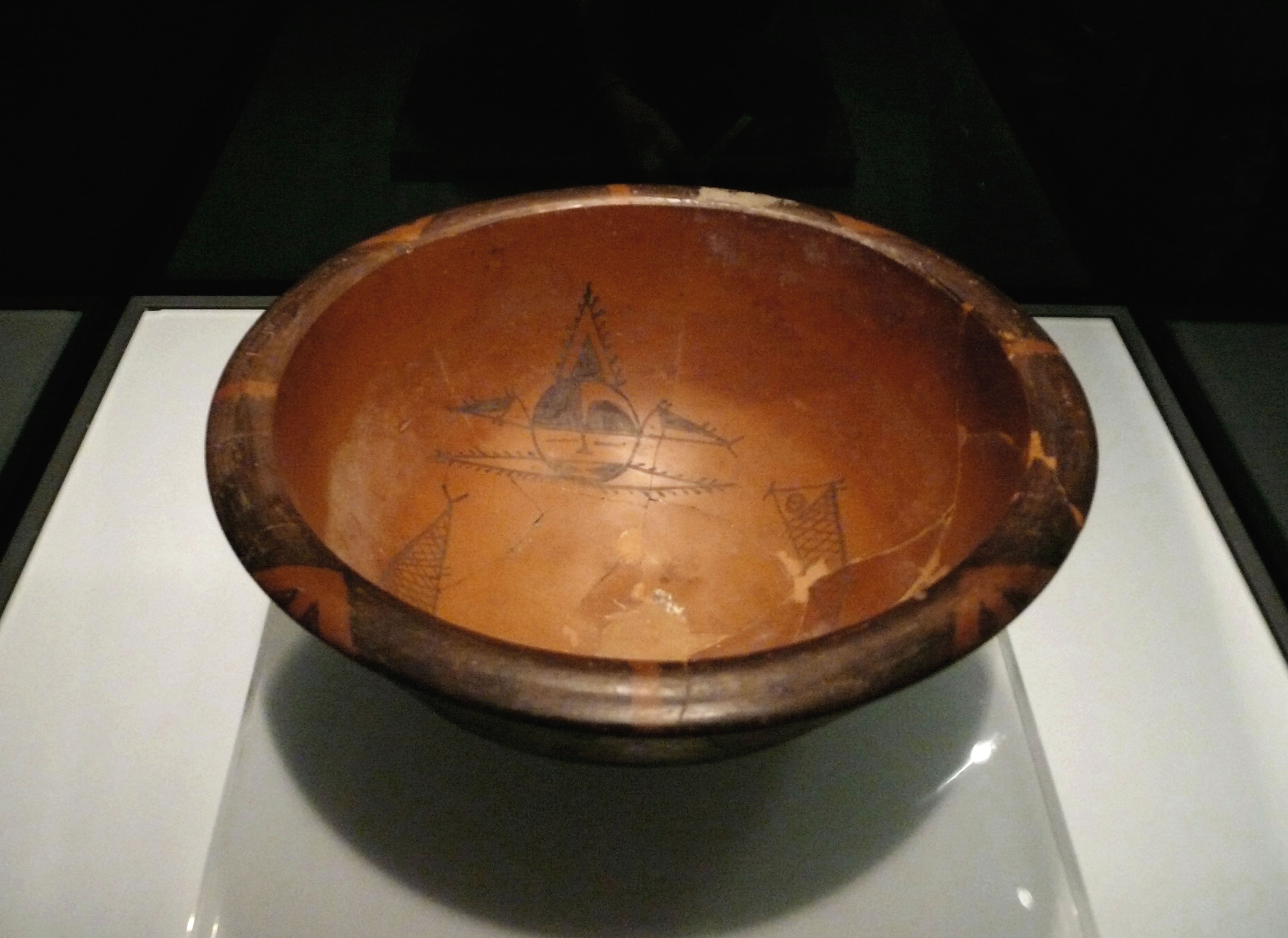
Bol de la cultura Yangshao, del tipus Banpo (4800-4300 ae), procedent de Shaanxi, Museu de Pequín
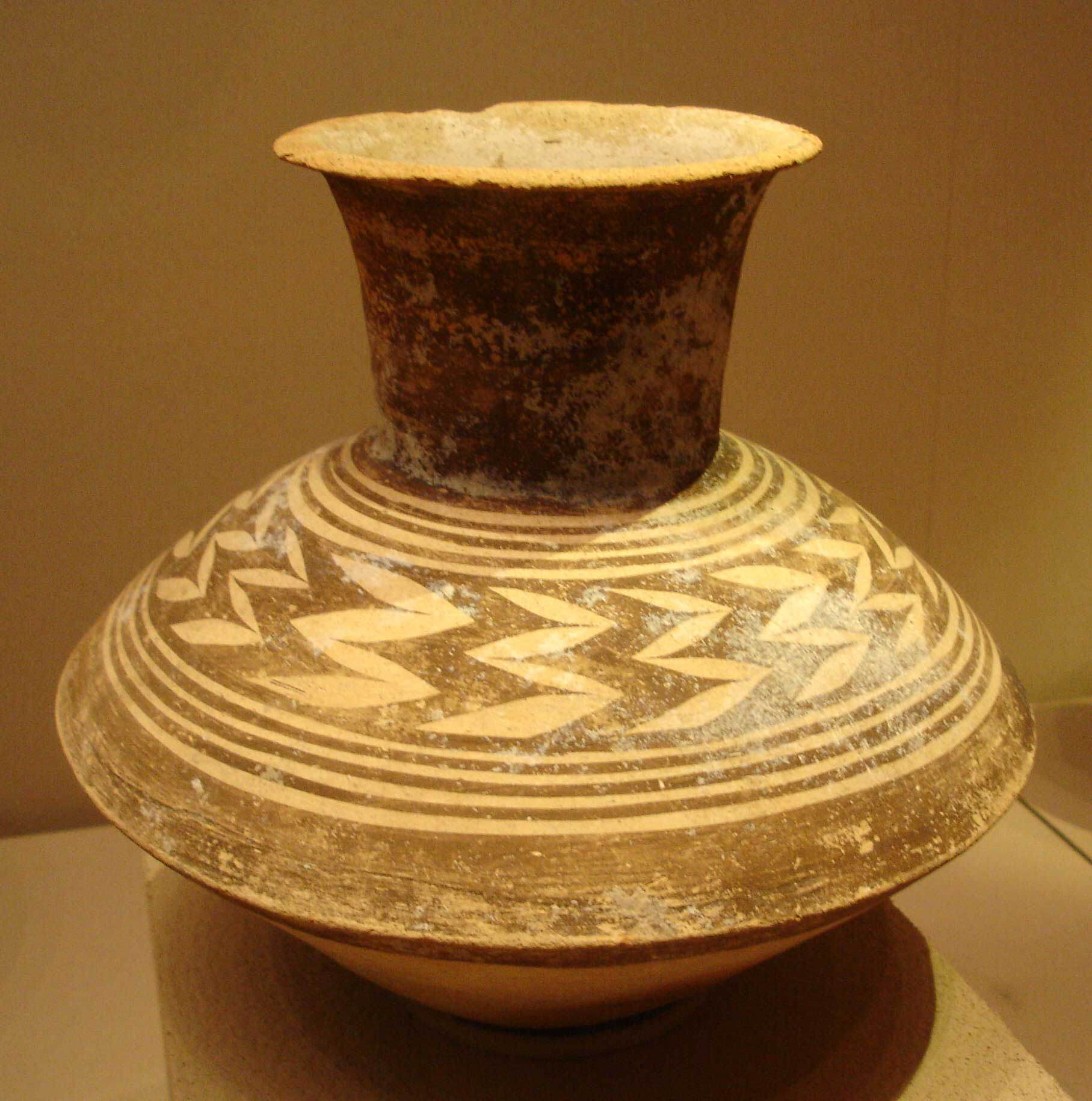
Atuell iraquià del període tardà d'Ubaid (4500-4000 ae)

## Europa central i oriental
S'han registrat i estudiat nombrosos focus. La cultura balcanicodanubiana Hamangia, des de 6000 ae; i avançant en el Neolític mitjà (3500 ae i el 2500 ae), la cultura Dímini, a Grècia, que va deixar una ceràmica amb gran varietat de formes i ornamentació policroma (sobretot d'espirals i greques). Al principis del Neolític final sobreïx la terrisseria negra brunyida d'influència anatòlica. De l'anomenat neolític danubià centreeuropeu emergeix la cultura de la ceràmica de «bandes», amb formes extremament senzilles de gots sense nanses i de coll ample.
Al final del Neolític europeu, la terrisseria domèstica és una constant arqueològica en quasi tots els jaciments i cultures: Gumelnitsa i Salcutsa a Romania, Boian, a Bulgària, Tripilia i Cucuteni a Romania, Moldàvia i Ucraïna, i fins i tot Hacilar, a l'oest de Turquia.

### Cultures i focus europeus I
- Cultura d'Hamangia (6000 ae)
- Cultura de la ceràmica de bandes (5500-4500 ae)
- Cultura de Cucuteni (4500 ae-3000 ae)
- Cultura boian (4300-3500 ae)
- Cultura de Gulmenita (3500-2000 ae)
- Cultura dels gots d'embut (4200-2800 ae)
- Cultura de la ceràmica cordada (3000 ae)
- Cultura del vas campaniforme (2000 ae)

#### Galeria de ceràmica prehistòrica europea I

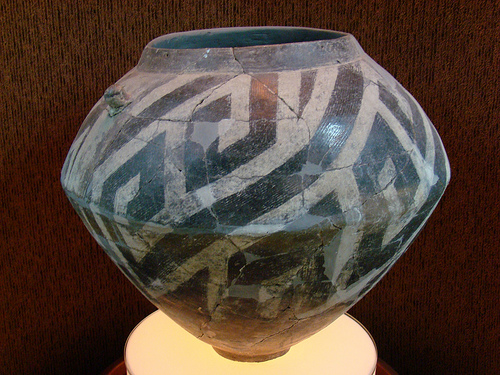
Got neolític del sisè mil·lenni ae. Museu Stara Zagora, Bulgària
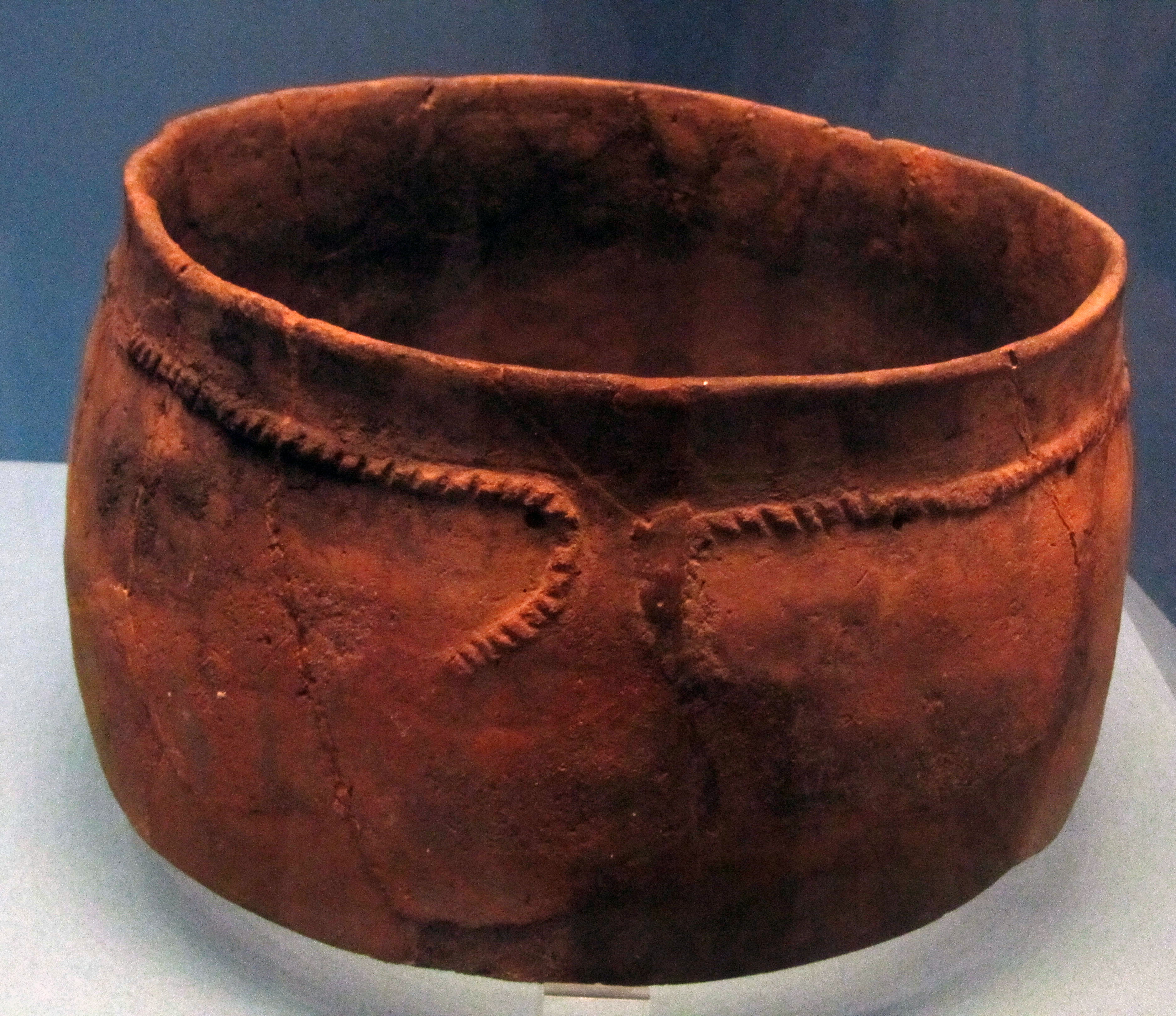
Ceràmica de Taphar (s. XIII-VIII ae), Museu de l'Ermitage, Rússia

## Europa occidental
A l'Europa mediterrània les peces més antigues són, probablement, les trobades al jaciment de Camprafaud (Llenguadoc) i Verdelpino (Conca), peces datades del VI mil·lenni ae; no presenten cap tipus de decoració. També hi ha peces del III mil·lenni ae trobades a Catalunya, Provença, Còrsega i Dalmàcia, la decoració de les quals es basa en la impressió amb petxines marines, també coneguda com a ceràmica cardial.
Altres dues cultures importants són la ceràmica campaniforme, o de vas campaniforme, en l'Eneolític, i la ceràmica argàrica de l'edat del bronze.
Ja en la civilització micènica, la major part dels atuells es fabriquen en el període inicial de l'edat del bronze, són fets a mà, sense l'ajut del torn.

### Península Ibèrica
Segons les darreres datacions, les terrisses més primitives d'aquest àmbit geogràfic eren de tipus cardial.
Cap al 2000 ae, les migracions orientals s'escamparen per la península Ibèrica de les costes del sud a l'interior, i es desenvolupà la cultura d'Almeria, que originà la cultura del vas campaniforme que més tard s'estendria cap a França i Alemanya. Poc després, cap al 1700 ae, hi aparegué la cultura de l'Argar, també al sud de la península Ibèrica, on s'han trobat sepultures practicades en tenalles situades al subsòl dels habitatges, amb gran quantitat d'objectes, entre ells, molta ceràmica.
Entre el 1300 i el 750 ae se situa l'anomenada cultura dels camps d'urnes. El ritu de la incineració s'introdueix en la península pels Pirineus en direcció al nord-est, a les valls lleidatanes dels rius Segre i Cinca; els objectes guarden una gran semblança amb els del baix Aragó i la vall de l'Ebre. La terrissa representativa és «acanalada» amb bandes de solcs estriats.
Una de les necròpolis més estudiades és la de "La Punta del Pi" al Port de la Selva, que conté uns setanta enterraments; a la necròpoli d'Espolla s'han trobat més de dues-centes urnes. La incineració s'estengué per la resta de la península, com es pot veure en les necròpolis de la Penya Negra de Crevillent, o a la Meseta Central les troballes de Las Cogotas (Cardeñosa, Àvila) i de La Osera (Chamartín, Àvila), amb més de dos mil enterraments, i molts atuells que presenten incrustacions d'argila blanca i formen decoracions. A Andalusia occidental les urnes presenten una decoració puntejada mentre que en la part oriental són llises i brunyides. En tots aquests focus i cultures és preceptiva la ceràmica negra.

### Cultures i focus europeus II
- Ceràmica cardial (6000-5000 ae)
- Cultura del vas campaniforme (2900-2000 ae)
- Cultura argàrica (2000 ae)
- Cultura dels camps d'urnes (1250-750 ae)

#### Galeria arqueològica de l'Europa mediterrània

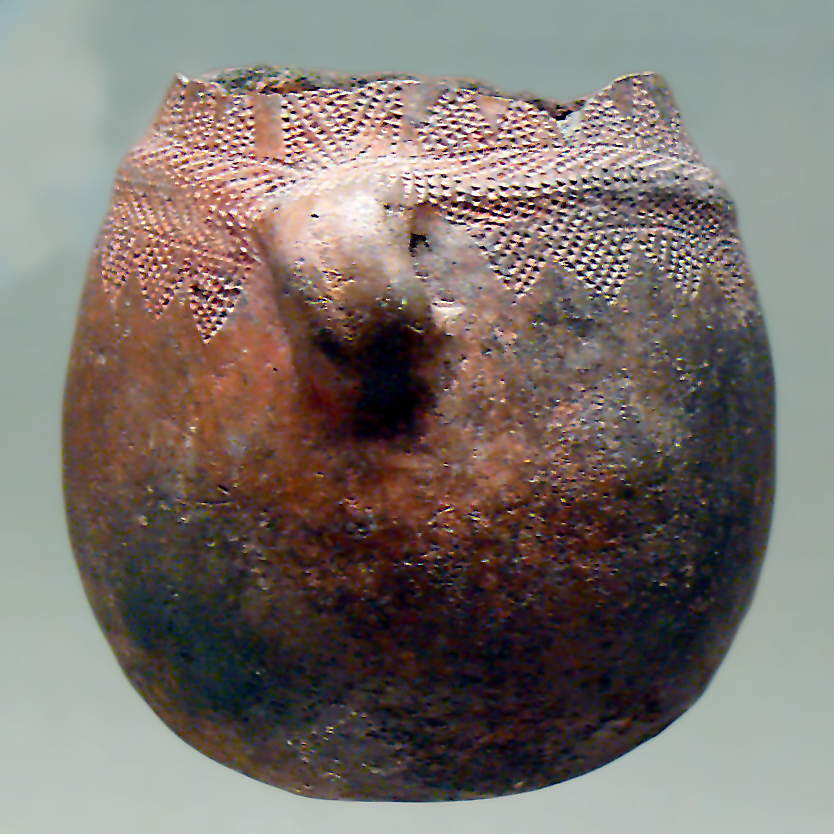
Atuell de ceràmica cardial. Jaciment neolític de la Sarsa a Bocairent (País Valencià)
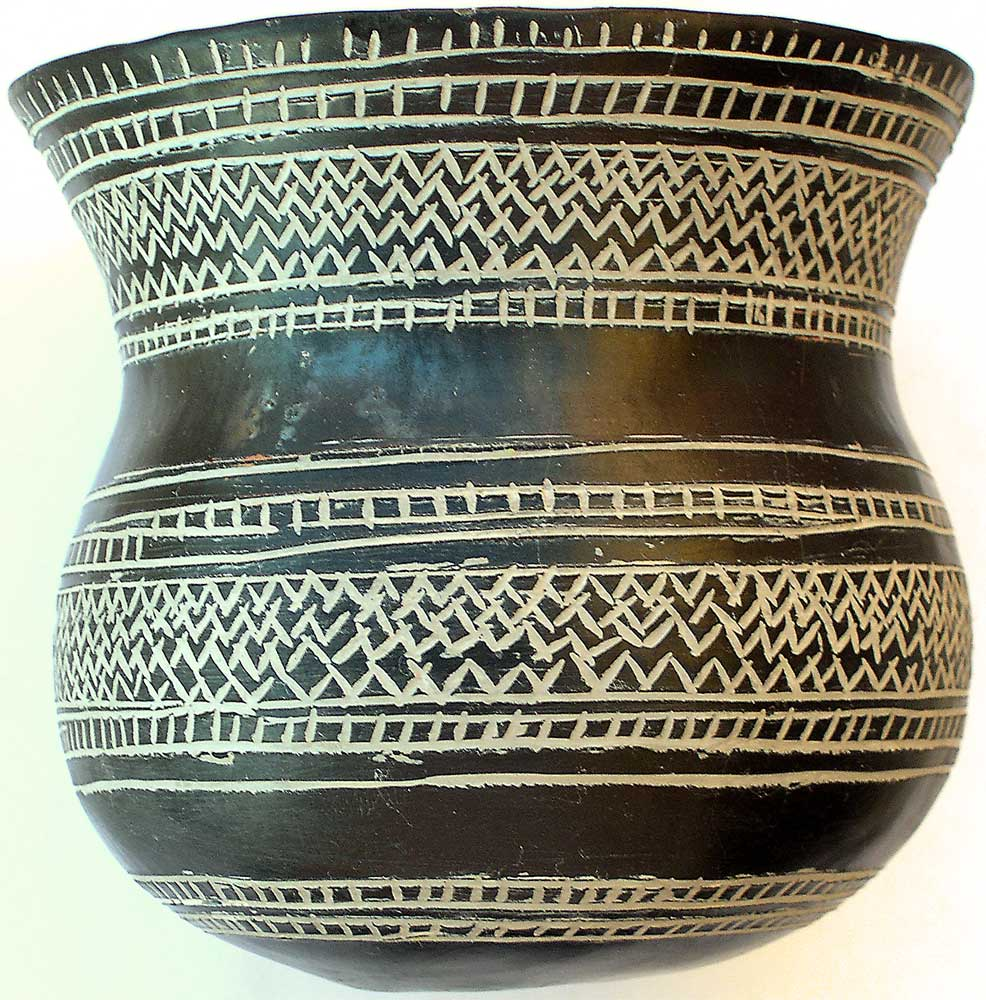
Got de la cultura campaniforme de Ciempozuelos (Madrid)
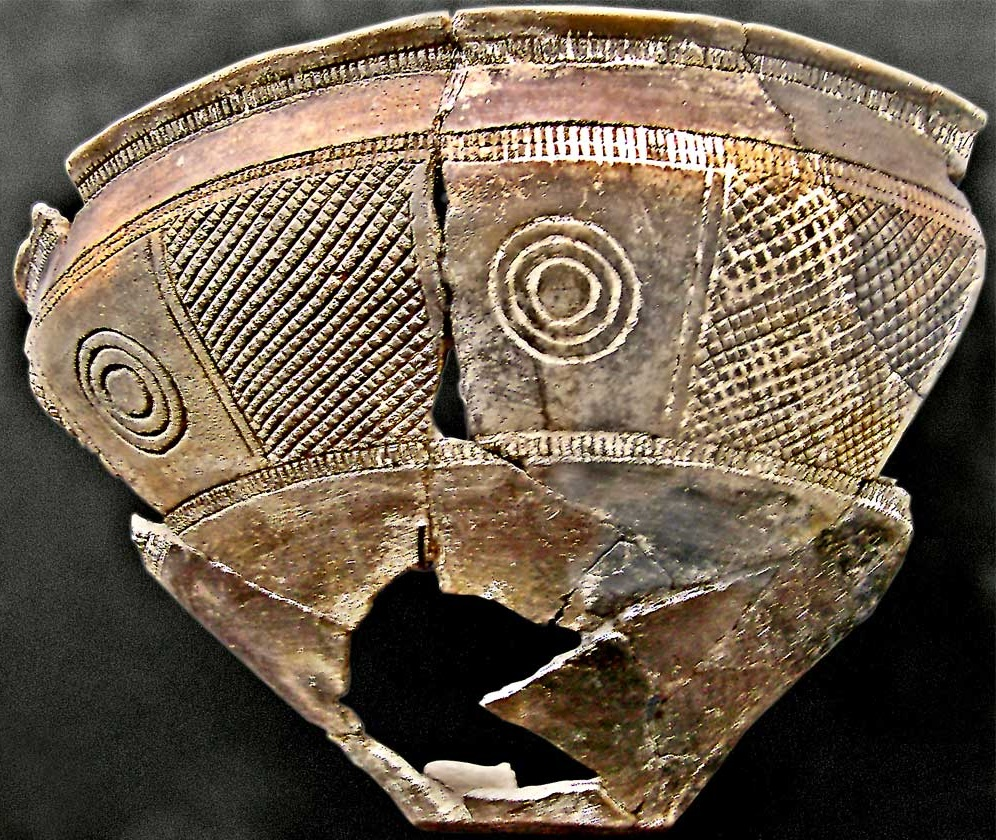
Ceràmica de "boquique", atuell procedent de San Román de Hornija, Valladolid (bronze final, cultura de Cogotas-I, Plantilla:Esd C.). Es conserva al Museu Arqueològic de Valladolid
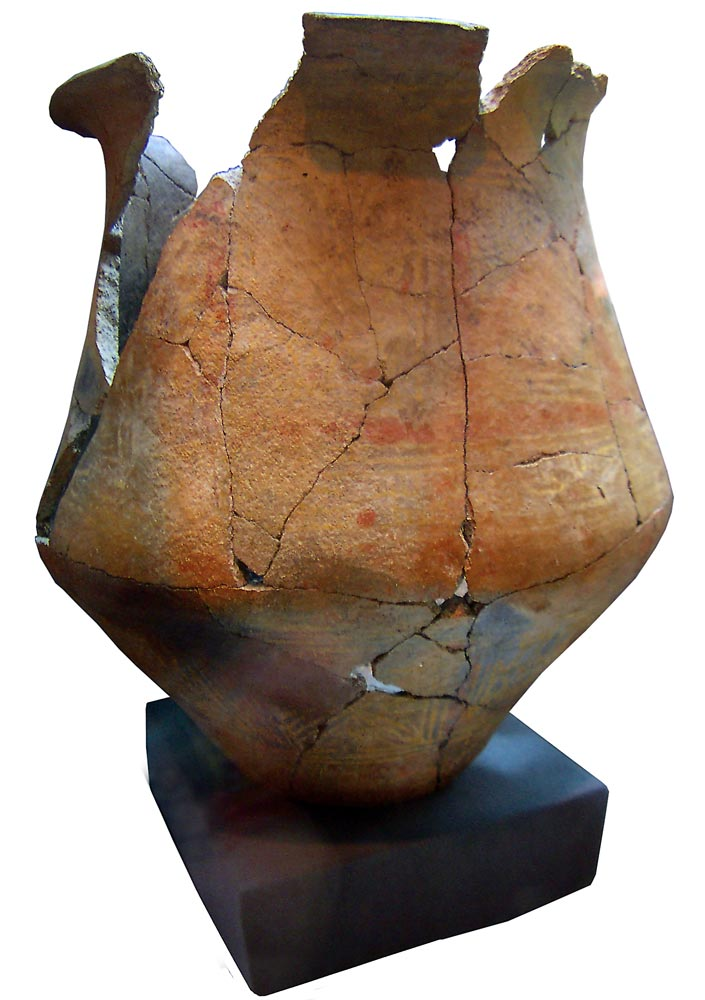
Ceràmica pintada de l'edat del ferro (Medina del Campo, Valladolid)

## Amèrica
L'origen de la ceràmica americana se situa a la costa d'Equador cap al 3200 ae. Alguns estudis fets per arqueòlegs nord-americans i equatorians han mostrat les semblances d'aquesta ceràmica amb la de la cultura japonesa de període Jōmon. En tots dos països, les formes i tècniques tenien relació amb les seues economies, preferentment marítimes. A Colòmbia s'han trobat ceràmiques datades del 2925 ae, utensilis molt toscos i bols semiesfèrics. Olles de color rogenc i negre apareixen a Perú ja en un període una mica més tardà, cap al 1800 ae. A Amèrica del Nord, una de les ceràmiques que poden dir-se prehistòriques és la denominada «del bosc», datada del 2000 ae a l'est dels Estats Units, una ceràmica amb impressions de cordes o teixits, tècnica que es realitzava palmejant la superfície dels utensilis amb paletes de fusta on s'havien enrotllat, prèviament, cordes o teixits.

### Cultures i focus americans
- Període preclàssic mesoamericà (2500 ae-200 de)
- Ceràmica Usulután (800 ae)

#### Galeria de ceràmica prehistòrica americana

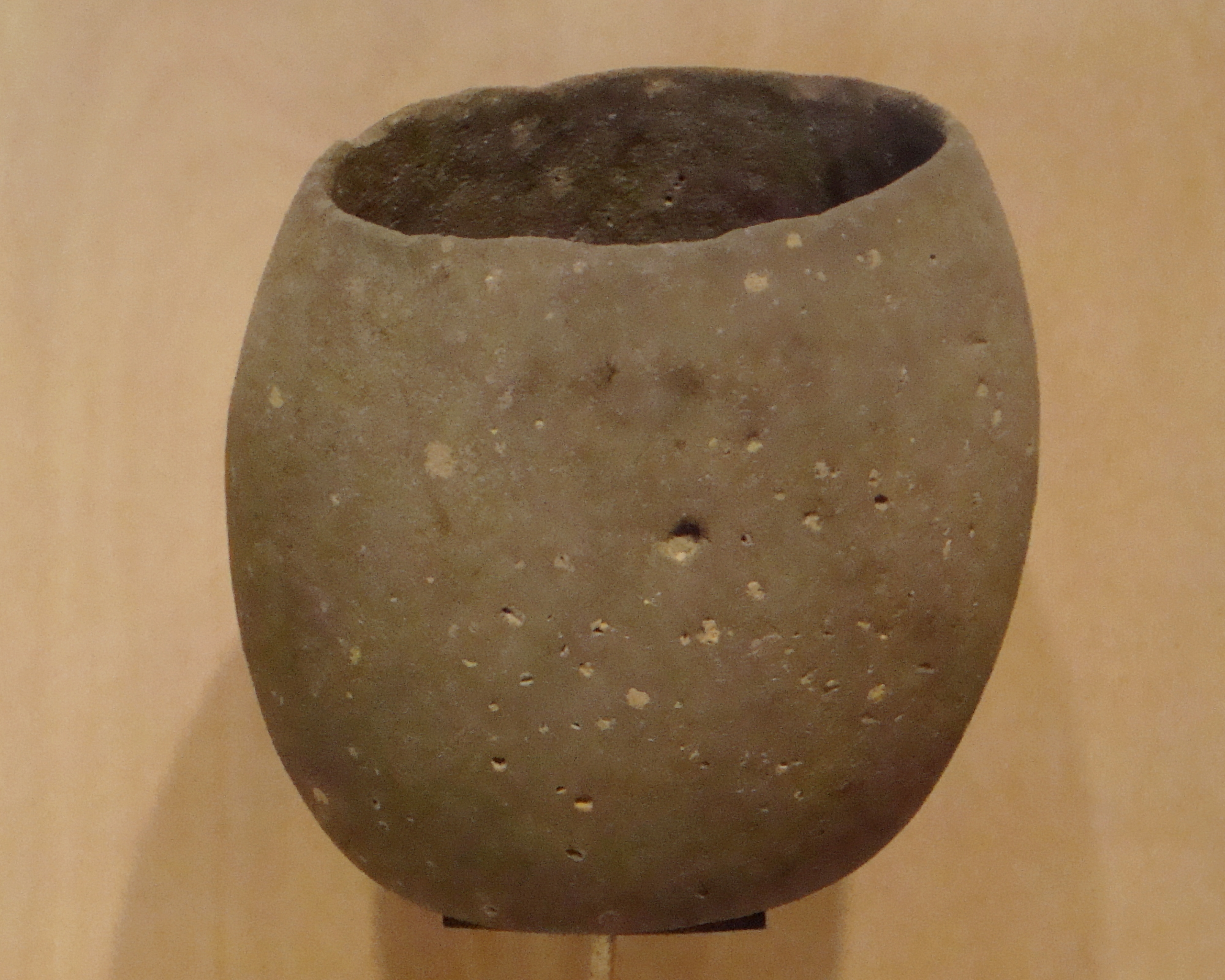
Atuell protoneolític de Mèxic (7000-5000 — 2500 ae), Museu Nacional d'Antropologia de Mèxic
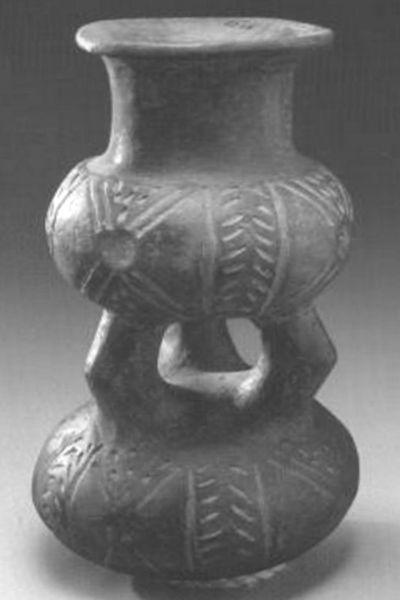
Atuell de la cultura Capacha, procedent d'Acatitán, Colima